# سوار شعيب
برنامج سوار شعيب هو عبارة عن برنامج ساخر، ترفيه، نقد، ومقابلات حوارية هادف يقدمه الإعلامي الكويتي شعيب راشد يعرض البرنامج على الشَّابِكَة عبر موقع يوتيوب، حقق البرنامج في بدايته شهرة واسعة في الكويت ومن ثم واصل نجاحه في السعودية والوطن العربي حيث حقق البرنامج ما معدله 40 مليون مشاهد لجميع حلقات البرنامج في الفترة مابين 2013 و2016
يتناول البرنامج مواضيع اجتماعية وسياسية وفنية ورياضية وأحداث اجتماعية متعددة أخرى، عرضت أول حلقة من البرنامج في يوم 12 (توضيح) أبريل سنة 2014 بلغ عدد المشاهدات لأول حلقة في البث التجريبي أكثر من 50 ألف مشاهدة حسب إحصائيات موقع يوتيوب حتى أخر أبريل 2016, وأصبح مجموع مشاهدات جميع الحلقات ما معدله 51,554,957 مليون مشاهدة بالفترة مابين 2013 و2016
تتراوح فترة العرض بين كل حلقة والأخرى من أسبوع إلى أسبوع، وتبلغ مدة العرض للحلقة الواحدة ما بين 20 إلى 30 دقيقة
وصلت قناة برنامج سوار شعيب إلى أكثر من 700 ألف مشترك في منتصف سنة 2016
تحقق حلقات برنامج سوار شعيب في أول يومين من عرضها على اليوتيوب مليون مشاهدة حيث تتجاوز نسبة المشاهدة في أول ساعة إلى 200 ألف مشاهد
برنامج سوار شعيب من إنتاج شركة بالمخبة الكويتية للإنتاج الفني وتشارك في توزيعه أيضا شبكة يوتيرن السعودية بالإنجليزية (Uturn Entertainment) وهي إحدى أكبر شركات الإنتاج المرئية في السعودية والوطن العربي
برنامج سوار شعيب صدر منه موسمين تم عرض أول موسم من البرنامج في 12 (توضيح)/04/2014 وبدأ عرض الموسم الثاني في 5 (عدد)/03/2016 والذي لاق رواجا واسعا في مواقع التواصل الاجتماعي
حققت أول حلقة من برنامج سوار شعيب التي كانت بعنوان الإشاعة في الموسم الثاني نسبة مشاهدة عالية حيث وصلت إلي أكثر من 4 (عدد) مليون مشاهدة في شهر واحد وكانت ضيفة الحلقة الفنانة السعودية نصره الحربي وأثارة الحلقة جدلا واسعا في الأوساط الفنية

## نبذة عن البرامج
سوار شعيب هو عرض كوميدي اجتماعي يناقش المواضيع بشكل مختلفة في الكويت والمنطقة العربية بشكل عام، البرنامج يقديم إجابيات من خلال أفكار توعوية وإرشادية بشكل كوميدي وترفيهي وحواري مسلي هادف يقدم البرنامج الإعلامي الكويتي شعيب راشد وتنتجه شركة بالمخبة للإنتاج الفني بالتعاون مع شركة يوتيرن السعودية، يعرض البرنامج مرتين في الشهر حيث أن الشركة تعرض حلقتين في شهر واحد على مدار السنة
البرنامج يسلط الضوء على القضايا الاجتماعية في الكويت والدول العربية ويهتم البرنامج بإستضافة الشخصيات الأكثر جدلا في الأوساط الفنية والسياسية والرياضية والدينية والطبية
بدأ عرض أول حلقات البرنامج في 12 (توضيح)/04/2014 والتي كانت بشكل بث تجريبي، وكان العرض بشكل ستاند أب كوميدي مؤلف من المذيع ومساعد المذيع والفرقة الموسيقية والجمهور الحاضر وضيوف البرنامج، عرض البرنامج وتصويره وإخراجه كانت في مسرح Live Theatre في ديسكفري مول الكويت، حققت أول حلقات البرنامج نسبة مشاهدة كبيرة في الكويت حيث وصل عدد مشاهدين الحلقة إلى أكثر من 1 (عدد),113,738 مشاهد وهذا رقم كبير بالنسبة لبرنامج يوتيوبي في أول عرض له

## فكرة البرنامج
جاءت فكرة برنامج سوار شعيب لان الكويت يفتقر للبرامج الحوارية بالإنجليزية (Talk Show) مثل برنامج اوبرا وألين دي جينيريس شو والعرض المتأخر مع ديفيد ليترمان و The View U.S. TV series [الإنجليزية]
ومن المعروف أن برامج التوك شو هي من أكثر العروض التي يحرص الجمهور على متابعتها، بسبب الكاريزما التي يمتلكها مقدم البرامج وطبيعة الموضوعات التي تكون غالباً ساخنة، لتكون بهذا كنوع من التقرير اليومي عن الحياة ولكن بشكل أكثر واقعية، ومن حيث عرض البرنامج على شبكة اليوتيوب فلتكون للبرنامج الحرية المطلقة غير المقيدة بأوامر المنظمات والقنوات التلفزيونية حيث أن اليوتيوب ووسائل التواصل الاجتماعية الحديثة لا يوجد فيها سقف معين ولا يوجد فيها رقيب، فأصبح البرنامج الذي يعرض على اليوتيوب يحقق مشاهدات لا يمكن لبعض البرامج التي تعرض في التلفزيون تحقيق مشاهدات مثلها، وهنالك قاعدة واقع حاليا وهي بأن من الصعب دخول التلفزيون ولكن إن دخلته سهل جداً بأن تشتهر، ولكن على العكس من السهل دخول مواقع التواصل الاجتماعي ولكن من الصعب جداً بأن تشتهر فيه
سوار شعيب هو عبارة عن برنامج حواري يقدمه شعيب راشد ويعده ناصر المجيبل، ويتم عرضه عبر اليوتيوب على قناة سوار شعيب، ولكن الملفت في البرنامج أنه شبابي بلا قيود، يطرح المواضيع بكل جرأة وشفافية، ويتمتع بنسبة مشاهدة عالية حيث بلغت المشاهدات في اليوم الأول فقط أكثر من 1 (عدد),260,682 مشاهدة في حلقة ممنوع من الحياة وهذا رقم كبير جداً في عالم القنوات الشخصية المحلية، إضافة إلى المرح الذي يتمتع به مقدم البرنامج، ما أعطاه طابعاً خاصاً، مع الكلمة الشهيرة مثل كلمة مخ ماكو والتي أصبحت ملازمة له يعرف بها شعيب راشد أينما حل وذهب
وعن فكرة برنامج سوار شعيب نقلا عن شعيب راشد
أحد أصدقائي اقترح علي تقديم برنامج توك شو على اليوتيوب وعندما بحثت عن برامج التوك شو وجدت بأن المذيع بإمكانه الخروج عن المألوف بعيداً عن جو الرسمية التي كانت تطغى على التلفزيونات العربية، وبالفعل عملت أنا وفريق الإعداد على الفكرة وبدأنا بتصوير البرنامج أمام الجمهور ولكننا لم نستمر واتجهنا إلى تصوير الحلقات في الإستيديو
بعد انتهاء الموسم الأول من برنامج سوار شعيب عرضت علي قناة ام بي سي تقديم البرنامج على شاشتها ولكنني رفضت لأن جمهوري المستهدف هو متابعين مواقع التواصل الاجتماعية واستمرار موجه التقليد والخوف من التغيير في التلفزيونات العربية بشكل عام
واجه البرنامج الكثير من النقد فمن المتابعين يتهمون شعيب راشد باستخدام السخرية، وفي مقاطع اليوتيوب أوضح أن السخرية حالها كحال أي أداة ممكن للجمهور أن يستمتع بها والمقصود بالسخرية هنا الفكاهة وليس تحقيراً أو ازدراءً، وبالحقيقة التمست بأن سبب دخول الناس لوسائل التواصل هو الترفيه بالدرجة الأولى ولذلك استخدم السخرية كأحد وسائل الترفيه لإيصال رسائل هادفة وتوعوية

## فقرات البرنامج
- مقدمة عن الحلقة وموضوعها
- مشهد تمثيلي عن موضوع الحلقة
- إحصائيات الموضوع
- سؤال الشارع
- ضيف الحلقة
- تحت الطاولة
- جائزة سوار شعيب

## سبب التسمية
يعود سبب تسمية البرنامج بهذا الاسم لأن البرنامج يقدم في كل حلقة سوار تقديري للشخصيات المنجزة في المجتمع العربي، واختيار السوار رمزا لأنه أول ما يوضع في يد الانسان عند الولادة وآخر ما يرتديه بعد الوفاة للدلالة على هوية صاحبه، فهو بالنسبة للبرنامج يمثل العمر، والعمر أغلى ما يملكه الانسان، لذلك كان السوار أغلى ما يقدمه شعيب راشد للشخصيات المميزة والفاعلة في المجتمع العربي

## التعاقد مع شركةيوتيرن
شركة يوتيرن واحدة من أكبر شركات العرض المرئي لليوتيوب في الشرق الأوسط حيث أن لديهم أكثر من 20 قناة على يوتيوب وأكثر من 7 (عدد) مليون مشترك لجميع قنواتها وتتمحور الشراكة بين الطرفين على أنهم يتشاركون ملفات الفيديو بين القناتين على اليوتيوب
جاء فشل برنامج سوار شعيب في البداية بسبب نقص الخبرات التقنية والإدارية والطريقة التي كانت تتعامل بها شركة بالمخبة الكويتية إلى أن ظهرت فكرة تكوين شراكة بين شركة يوتيرن السعودية وشركة بالمخبة الكويتية لتوزيع البرنامج والاهتمام بكل تفاصيله الإدارية من تصوير ومخرجين وإدارة صوت وإدارة إضاءة الأمر الذي أثمر عن هذه الشراكة الموفقة هو النجاح الكبير الذي حققه البرنامج بعد تولي شركة يوتيرن زمام الأمور وسعة في تطوير البرنامج من ناحية الأفكار والشكل الذي ظهر فيه مؤخرا

## سوار شعيب الموسم الأول
جاء عرض أول حلقات برنامج سوار شعيب في تاريخ 12 (توضيح)/04/2014 بعدما كان يقدم شعيب راشد برنامجا بعنوان شعيب شو ولكن لم يكن له نصيب من النجاح وباء بالفشل ومن ثم جاءت فكرة تقديم برنامج سوار شعيب حيث أن البرنامج واجه أزمات وصعوبات كثيرة في بدايته
كان من الأسباب التي أدت إلى أن يكون الموسم الأول من البرنامج ليس ناجحا كفايه بسبب عدم تواجد الخبرات التقنية والفنية حيث أن البرنامج واجه أسوء المشكلات في الإضاءة والصوت والتصوير وظهرت الكثير من الحلقات بشكل غير لائق للمشاهد إذ أن مشكلة الصوت كانت من أكثر المشاكل تواجدا بالبرنامج والذي لم يتسنى للمشاهد إدراك مايقال في إجمالي الحلقات بسبب الأعطال الفنية بالصوت
عرض الموسم الأول من البرنامج في مسرح Live Theatre في ديسكفري مول الكويت مع حضور عدد كبير من الجماهير المشجعين لفكرة برنامج سوار شعيب ولكن سرعنما ألغيت هذه الفقرة وهي فقرة الجمهور بسبب التكلفة المالية وتم الأكتفاء بضيوف البرنامج، الموسم الأول من البرنامج بشكل عام لم يكن في ذلك النجاح الذي تم رصد له ميزانيه كبيرة وهو موسم خاسر بشكل عام مقارنتا بالميزانية التي رصدت لإنتاج البرنامج

## سوار شعيب الموسم الثاني
إنطلق برنامج سوار شعيب في موسمه الثاني في تاريخ 5 (عدد)/03/2016 بشكل جديد وحله جديده البرنامج الحواري العربي الأكثر مشاهدة على اليوتيوب، حيث يصور في أكبر استديو تصوير في الشرق الأوسط وأكد مقدم البرنامج شعيب راشد أن تجربة الإعلام الإلكتروني مميزه وتختلف عن التقليديه، موضحا أن هناك إقبال كبير من الجمهور لمتابعة الإعلام الإلكتروني، مشيرا إلى أن الجزء الثاني من البرنامج سيغطي نواقص الجزء الأول
خصصت شركة الإنتاج استديو تصوير ثابت وضخم لتصوير حلقات الجزء الثاني من البرنامج، إذ يعد الإستديو الأكبر في الشرق الأوسط، تميز هذا الموسم من البرنامج بمشاركة شخصيات مشهورة ولها بصمه في المجتمع، يسعى مقدم البرنامج شعيب راشد إلى كسر الحواجز، والابتعاد عن النمطية والتقليدية في البرامج
ويهتم الموسم الجديد من البرنامج بالأفكار والقضايا التي هي تخدم الرسالة الهادفة التي تنصب مجملها في القضايا الإنسانية، حيث أن الإعلام الحديث أكثر الوسائل فعالية في إيصال الرسائل والأرقام والإحصائيات، ويسهم في إيصال الرسائل بسرعة ومرونه، ومن المعروف أن نجاح الموسم الثاني من البرنامج كان بفضل الرسائل الإنسانية الهادفة التي اعتمدها البرنامج في إطلالته الجديده

## حلقات الموسم الأول
| اسم الحلقة                                     | نوع الحلقة     | المؤلف         | المخرج            | ضيف الحلقة                           | نسبة المشاهدة | سنة الإنتاج |
| ---------------------------------------------- | -------------- | -------------- | ----------------- | ------------------------------------ | ------------- | ----------- |
| سوار شعيب الحلقة الأولى                        | مقابلات حوارية | شعيب راشد سالم | يحيى الرفاعي      | عمر حسين مروى بن صغير                | 1,113,738     | 2014        |
| سوار شعيب الحلقة الثانية                       | مقابلات حوارية | شعيب راشد سالم | يحيى الرفاعي      | فهد الشمري علا الفارس                | 2,223,558     | 2014        |
| سوار شعيب الحلقة الثالثة                       | مقابلات حوارية | شعيب راشد سالم | يحيى الرفاعي      | فيحان أحمد آرتي                      | 1,740,555     | 2014        |
| الحلقة الرابعة انستقرامات وفانزات              | مقابلات حوارية | شعيب راشد سالم | عبد الرحمن الخميس | تركي الدخيل                          | 741,291       | 2014        |
| سوار شعيب الحلقة الخامسة                       | مقابلات حوارية | ناصر المجيبل   | عبد الرحمن الخميس | ليلى العنزي                          | 769,472       | 2014        |
| سوار شعيب الحلقة السادسة                       | مقابلات حوارية | ناصر المجيبل   | جوتارو            | طارق العلي                           | 1,722,015     | 2014        |
| سوار شعيب الحلقة السابعة                       | مقابلات حوارية | ناصر المجيبل   | أحمد الحربي       | مناظرة لا ديني كويتي                 | 554,188       | 2014        |
| سوار شعيب الحلقة الثامنة                       | مقابلات حوارية | ناصر المجيبل   | أحمد الحربي       | مناظرة لا ديني كويتي                 | 393,358       | 2014        |
| سوار شعيب الحلقة التاسعة فاشينيستا             | مقابلات حوارية | ناصر المجيبل   | أحمد الحربي       | فوز الفهد زهراء إشكناني دانا الطويرش | 2,588,663     | 2015        |
| سوار شعيب الحلقة العاشرة ممنوع من الحياة       | مقابلات حوارية | ناصر المجيبل   | يحيى الرفاعي      | حجاج بن فهد العجمي                   | 1,235,347     | 2015        |
| سوار شعيب الحلقة الحادية عشر اختبار إعلامي     | مقابلات حوارية | ناصر المجيبل   | يحيى الرفاعي      | نيشان لجين عمران                     | 860,988       | 2015        |
| سوار شعيب الحلقة الثانية عشر زين تسوي فيه      | توعية وإرشاد   | شعيب راشد سالم | يحيى الرفاعي      | لا يوجد                              | 579,091       | 2015        |
| سوار شعيب الحلقة الثالثة عشر رياء العمل الخيري | توعية وإرشاد   | ناصر المجيبل   | يحيى الرفاعي      | لا يوجد                              | 375,549       | 2015        |

## حلقات الموسم الثاني
| اسم الحلقة                              | نوع الحلقة     | المؤلف         | المخرج       | ضيف الحلقة      | نسبة المشاهدة | سنة الإنتاج |
| --------------------------------------- | -------------- | -------------- | ------------ | --------------- | ------------- | ----------- |
| سوار شعيب الحلقة الأولى (الإشاعة)       | مقابلات حوارية | شعيب راشد سالم | يحيى الرفاعي | نصرة الحربي     | 6,014,206     | 2016        |
| سوار شعيب الحلقة الثانية (الحسد)        | مقابلات حوارية | شعيب راشد سالم | يحيى الرفاعي | طارق الحبيب     | 2,579,700     | 2016        |
| سوار شعيب الحلقة الثالثة (التقييم)      | مقابلات حوارية | شعيب راشد سالم | يحيى الرفاعي | محمد الصفي      | 1,577,003     | 2016        |
| سوار شعيب الحلقة الرابعة (الزواج)       | مقابلات حوارية | شعيب راشد سالم | يحيى الرفاعي | عبد الله الصالح | 2,481,672     | 2016        |
| سوار شعيب الحلقة الخامسة (دعسوقة)       | مقابلات حوارية | شعيب راشد سالم | يحيى الرفاعي | حليمة بولند     | 7,285,421     | 2016        |
| سوار شعيب الحلقة السادسة (السفر)        | مقابلات حوارية | شعيب راشد سالم | يحيى الرفاعي | بدر صالح        | 3,610,822     | 2016        |
| سوار شعيب الحلقة السابعة (الإعلان)      | مقابلات حوارية | شعيب راشد سالم | يحيى الرفاعي | روان بن حسين    | 4,999,523     | 2016        |
| سوار شعيب الحلقة الثامنة (حقوق الملكية) | مقابلات حوارية | شعيب راشد سالم | يحيى الرفاعي | شخصان مجهولان   | 1,837,022     | 2016        |
| سوار شعيب الحلقة التاسعة (الاختيار)     | مقابلات حوارية | شعيب راشد سالم | يحيى الرفاعي | محمد دييغو      | 1,000,000     | 2016        |
| سوار شعيب الحلقة العاشرة (التمييز)      | مقابلات حوارية | شعيب راشد سالم | يحيى الرفاعي | آيمي روكو       | 4,999,523     | 2016        |
| سوار شعيب الحلقة 11 (ازدواجية الشخصية)  | مقابلات حوارية | شعيب راشد سالم | يحيى الرفاعي | فاطمة المؤمن    | 1,254,157     | 2016        |

## المشاكل والصعوبات والنجاحات

### المشاكل والصعوبات
لكل نجاح وطموح بدايات فشل هذا ماحدث مع مقدم برنامج سوار شعيب، شعيب راشد الذي واجه بداية فشل في إيجاد برنامج ذو فكر ومحتوى جيد يقدمه للجمهور، تأثر شعيب راشد في سنة 2003 كثير بالإعلامي السعودي تركي الدخيل مقدم من برنامج إضاءات، ثأثر شعيب راشد بطريقه في الحوار وطريقة الأسئلة وكان لديه طموح أن يكون مكانه في يوم من الأيام في الوقت الذي كان فيه طالب في كلية الهندسة وقرر التغير من الهندسة إلى الإعلام قدم شعيب راشد مجموعه من البرامج الليوتيوبيه كلها باءت بالفشل إلى أن جاء ثامر محمد الذي هو منتج ومنفذ في برنامج سوار شعيب ودار حوار طويل حول إيجاد فكره لبرنامج هادف كان تركيز ثامر محمد على المتوى المسلي فقط ولكن كان هدف شعيب راشد على الرسالة الذي يريد أن يخرجها للمجتمع العربي، إلى أن جاء موعد تقديم أول حلقه والتي كلفة قرابة الـ10 (عدد) ألاف دينار وبدأ العرض الأول بشكل عرض مباشر وحضر العرض عدد كبير من الجمهور والشركات الراعية لهذا العرض
شعيب راشد كان هو بمثابة المدير والمنظم لكل شيء فهو الذي يتواصل مع الضيوف وهو الذي يجهز أسئلة الضيوفو كان يحمل على عاتقه مسؤولية نجاح البرنامج بأي شكل، واجه البرنامج أكبر المشاكل التي ممكن أن تكون في عرض مباشر وهي مشكلة الصوت التي عان منها ضيوف البرنامج والجمهور والحضور والمشاهد أيضا، لا حقا تم إلغاء فقرة العرض المسرحي للبرنامج لأن المسرح لا يتماشى مع اليوتيوب كونه ليس منصه تلفزيونية تتحمل أن ينتج فيها قرابة الساعتين من العرض بشكل متصل، مع خسارة العرض المسرحي بدأت المشاكل الأخرى تظهر من مشاكل الديكور والإضاءة والتي أثرت بشكل كبر على الحلقة الثانية من البرنامج، وجاء قرار بأن يستعين بالخبرات في هذا المجال وهي شركة يوتيرن السعودية كي تسوق للبرنامج في إتفاقية بين الشركتين وتم عقد جلسة عمل مع الرئيس التنفيذي لشركة يوتيرن قسوره الخطيب وتم الموافقة مع إلتزام كلا من فريق شعيب راشد بالإرشادات التي تقدمها شركة يوتيرن كان أبرزها تقليص مدة عرض البرنامج من ساعة إلى 20 دقيقة كي يتماشى مع اليوتيوب
تم تخصيص إستديو خاص للبرنامج وبدأ عرض حلقات الموسم الأول والتي كانت مع الفنان طارق العلي وستمرت الحلقات في الإنتاج والعرض إلى أن جاءت مشكلة الأزمة المالية والتي كادت أن تنهي البرنامج إلى أن تم تداركها بمساعدة شركة يوتيرن، بعد تخلي ثامر محمد عن عمله في فريق البرنامج وتقلص عدد العاملين في فريق البرنامج عرضت حلقة الاديني والتي صحبها انهيار في عدد المشاهدات بشكل كبير وفقد البرنامج جزء من شعبيته في الكويت في تاريخ 12 (توضيح)/02/2015 جاء عرض حلقة الفاشينيستا التي كانت بداية النجاح وعودة قوية للبرنامج حيث حققت الحلقة أكثر من 2 (عدد),718,958 وتكون للبرنامج فريق عمل كامل من مدير إضاءة وفريق إنتاج وصاحب هذا النجاح عودة ثامر محمد لكي يكون مدير الشركة المنتجه المعروفه باسم بالمخبة للأنتاج الفني

### النجاحات
فبعد محاولات كثيرة في إستحداث برامج من فئة برنامج حواري العالمية في الكويت، وفشل معظم التجارب فشلًا ذريعا، استطاع نجم التواصل الاجتماعي شعيب راشد أن يحدث صخبا وضجة وجدلا في عموم أرجاء الكويت بأسرها عبر النسخة الثانية من برنامجه سوار شعيب الذي ظهر في حلة جديدة تبدو أكثر جدية من النسخة الأولى، فالجزء الأول من البرنامج مرّ بظروف عصيبة بدء من التصوير الحي مع الجمهور ومشاكل الهندسة الصوتية، وانتهى بانتقالهم إلى استوديو دائم يخلو من أي شئ سوى شعيب والضيف
في النسخة الثانية من سوار شعيب كان الأمر مختلفا، فالشبه الوحيد بينه وبين الجزء الأول أن شعيب راشد لا يزال على ذات الإصرار على مقاطعة الإعلام الكلاسيكي التلفزيون كي لا يخضع لسقف ملاك القنوات، برنامج سوار شعيب 2 (عدد) حصد نجاحا مدويا على صعيد المشاهدات بعد سبع حلقات فقط، حيث تجاوز إجمالي مشاهداتها إلى 10 (عدد) مليون مشاهد خلال 30 يوم على قناته في اليوتيوب
بيد أن تجربة شعيب راشد لا تخلو من مثالب ربما يراها بعض المتابعين للشأن الإعلامي صفات ملازمة للإعلام الناجح، غير أن سقف الاسئلة يبدو لا حدود له، ومن الممكن جدا أن ينسحب ضيوف المستقبل أو يعتذرون عن المشاركة حتى لا يتعرضوا للإحراج على غرار معظم ضيوف البرنامج، وربما ينفر بعض المشاهدين أيضا إثر تعاطفهم مع الضيف، وحده شعيب وفريق برنامجه من يستطيع ضبط إيقاع جرأة البرنامج في حلقاته القادمة، فالمسؤولية أصبحت كبيرة على برنامج سوار شعيب في تغيير خارطة الإعلام الكويتي التي فقدت رونقها بسبب الرقابة والكلاسيكية والتكرار المستمر

## الانتقادات وردود الأفعال
من أوائل عرض حلقات برنامج سوار شعيب والبرنامج يثير انتقادات وبلبلات إعلامية كان أبرزها حلقة الإعلامية حليمة بولند وحلقة الدكتور طارق الحبيب والفنانة السعودية نصرة الحربي

### حليمة بولند
كان من أبرز الانتقادات وردود الأفعال التي أثارت بلبلة كبير في الأوساط الفنية حلقة الإعلامية حليمة بولند حيث شكلت إطلالة الإعلامية حليمة بولند في برنامج سوار شعيب بلبلة كبيرة على الصعيد العربي، بعد أن انسحبت من الحلقة وغادرت مستاءة لأنها اعتبرت أن الإعلامي شعيب راشد أهانها وكان عليها وضع حد كبير لهذه المهزلة، لأنها اعتبرت أنّ الأخير تخطى حدوده معها، علما بأنه أخفى السؤال عن المشاهدين وراعى ظروف ضيفته، وعندها كثرت التكهنات وزاد فضول الناس لمعرفة طبيعة المعلومة التي كشفها شعيب راشد في إحدى فقرات برنامجه، إلا أن الامر ما زال في طي الكتمان، وما زال الجميع يجهلها لكنهم أدركوا جيدا فظاعة مضمونها التي تسببت بردة فعل قاسية من قبل المذيعة الكويتية حليمة بولند وفي خضم هذه الضجة، حاول الكثيرون التقرب من حليمة بولند من أجل الحصول على معلومات، لكن هي كان لها رد وحيد ولا سواه، نوهت من خلاله أن كرامتها خطا أحمر وممنوع على أي أحد أن يتجاوزه وأن يتخطّاه وأنها مستعدّة للقيام بأي شئ لتدافع عن مكانتها وصيتها في العالم العربي، بالإضافة إلى أنّها جاهزة لترد الصاع صاعين في خطوة منها لإسترداد حقها وكرد منها على من يتجرأ ويتكلّم عن حليمة بولند بالسوء فقالت في تعليق صريح وواضح نشرته بنفسها عبر موقع التواصل الاجتماعي إنستغرام، وجاء فيه قد أعفو وقد أسامح وقد أنسى ولكن إذا وصل الأمر للتدخل بحياتي الخاصة فإني لا أقبل، وعندما يتم التطاول علي ومحاولة إهانتي والمساس بكرامتي فإني لا أغفر

### طارق الحبيب
استضاف المذيع شعيب راشد الطبيب النفسي طارق الحبيب في برنامج سوار شعيب عبر اليوتيوب، وبدا الدكتور طارق الحبيب على غير العادة مهزوزاً ومحاصراً من المذيع شعيب راشد الذي كان يرمي تساؤلاته موثقة بالأدلة والبراهين فيتنصل منها الحبيب وكأنه متهم
حيث نجح المذيع شعيب راشد في بداية الحوار في استدراج الدكتور طارق الحبيب للحديث عن الإشاعات وما إن دخل الدكتور في أجواء الحلقة حتى تم تغيير محاور الحلقة لتتحول عن جهاز الفا ستيم الذي حذرت منه وزارة الصحة والهيئة العامة للغذاء والدواء إضافة إلى جمعية الأطباء النفسيين
وعندما سأله شعيب راشد عن الجهاز وهل يستخدمه في عياداته مطمئنة بالكويت والرياض أخفى الطبيب النفسي تنرفزه، وأجاب بالنفي القاطع، ففاجأه المذيع بتسجيل صوتي لموظف العيادة بالكويت يجيب أن الجهاز موجود في فرع عيادة مطمئنة بالرياض فقاطعه طارق الحبيب التسجيل الموجود على مطمئنة في الرياض قانونياً يعتبر جريمة
وبعد ذلك ومحاولة لرفع الحرج عن نفسه طالب طارق الحبيب من البرنامج نشره، وبعد ذلك لم تستكمل الحلقة وبحسب القائمين عليها أن الدكتور طارق الحبيب طالب بإلغائها، إلا أن حقهم الأدبي والقانوني بالنشر كان الدافع لعرضها أمام الناس، تاركين المجال مفتوحاً للحبيب للرد على ماتم بثه

### نصرة الحربي
أثارت حلقة الفنانة السعودية نصرة الحربي انتقادات كثيرة في الأوساط الفنية ولاقت ردود أفعال رواد مواقع التواصل الاجتماعي من ناحية الإطلالة التي ظهرت فيها ومن ناحية الإجوبة التي كانت ترد فيها التي اعتبرها الجمهور أجوبة ساخره وغير لائق أن تكون في برنامج

## جائزة سوار شعيب
يقدم برنامج سوار شعيب في كل حلقة جائزة هي عباره عن سوار تقديري لضيوف صنعوا إنجاز في المجتمع في عدة مجالات ويتم اختيار الشخصية المكرمة عبر تصويت الجمهور الذي يرشح في كل حلقة مكرم جديد لكي يحضى بهذا التكريم، ومن أبرز المكرمين بهذه الجائزة هي الفنانة الكويتية حياة الفهد التي ظهرت في حلقة الحسد مع طارق الحبيب